# Rondeletia deamii
Rondeletia deamii là một loài thực vật có hoa trong họ Thiến thảo. Loài này được (Donn.Sm.) Standl. miêu tả khoa học đầu tiên năm 1918.